# Justin Marks (scénariste)
Justin Marks est un scénariste, producteur et showrunner de télévision américain. Il a été nommé pour le meilleur scénario adapté à la 95e cérémonie des Oscars en tant que coscénariste de Top Gun: Maverick. Marks, aux côtés de sa femme Rachel Kondo, est le créateur et showrunner de la série épique FX Shōgun, basée sur le roman de James Clavell.

## Formation
Marks est diplômé du collège Columbia de l'Université Columbia en 2002 où il a étudié l'architecture. Au cours de sa dernière année, il se lie d'amitié avec un directeur littéraire, qui l'aide à lancer sa carrière de scénariste,.

## Carrière
L'un des premiers scénarios qu'il a écrit est celui de Street Fighter : La Légende de Chun Li pour la 20th Century Fox. Un an auparavant, il avait également écrit le scénario d'un potentiel film Les Maîtres de l'Univers, initialement intitulé Grayskull: The Masters of The Universe. Marks n'est plus impliqué dans ce projet depuis 2024, lorsqu'il a été annoncé que le film aurait un scénario écrit par Chris Butler.
Après qu'un pilote produit pour Syfy n'a pas réussi à se vendre, Marks a écrit sur ses expériences pour le Hollywood Reporter.
En juillet 2013, Marks a été embauché par Disney pour écrire une adaptation live du Livre de la Jungle . Jon Favreau est arrivé en tant que réalisateur  et le film est sorti en avril 2016, rapportant 966 millions de dollars dans le monde. En 2016, Marks travaillait sur une suite au Livre de la Jungle avec Favreau de retour à la réalisation.
En juin 2015, il a été révélé que Marks travaillait sur le scénario d'une suite au film Top Gun de 1986. Le film, intitulé Top Gun: Maverick, est sorti en salles en mai 2022 ; Marks a été crédité comme co-auteur de l'histoire avec Peter Craig,.
Marks a créé la série thriller de science-fiction Starz Counterpart, avec JK Simmons en rôle principal. L'émission a été commandée directement pour deux saisons de dix épisodes. Le premier épisode a été diffusé le 10 décembre 2017, mais la série n'a pas réussi à trouver son public et n'a pas été renouvelée au terme des deux saisons. Marks a déclaré sur son fil Twitter que MRC tenterait de trouver une nouvelle chaîne pour la série. Starz a cité le manque d'attrait féminin comme facteur dans l'annulation de la série. 
En 2020, Marks et sa femme Rachel Kondo ont commencé à travailler sur une nouvelle adaptation télévisée du roman de James Clavell Shogun,. 
Il écrit également actuellement Prince of Port Au Prince, un long métrage d'animation Netflix inspiré de l'enfance du chanteur haïtien et cofondateur des Fugees, Wyclef Jean.

## Filmographie

### Cinéma
| Année | Titre                             | Notes              | Distributeur                        |
| ----- | --------------------------------- | ------------------ | ----------------------------------- |
| 2009  | Street Fighter: Legend of Chun-Li | Scénariste         | 20th Century Fox                    |
| 2016  | Le livre de la jungle             | Scénariste         | Walt Disney Studios Motion Pictures |
| 2022  | Top Gun: Maverick                 | Histoire seulement | Paramount Pictures                  |

### Télévision
| Année     | Titre                         | Scénariste | Producteur exécutif | Showrunner | Créateur | Remarques         |
| --------- | ----------------------------- | ---------- | ------------------- | ---------- | -------- | ----------------- |
| 2013      | Mission: Retour vers le Passé | Oui        | Oui                 | Non        | Non      | Téléfilm          |
| 2017-2019 | Counterpart                   | Oui        | Oui                 | Oui        | Oui      |                   |
| 2024      | Shogun                        | Oui        | Oui                 | Oui        | Oui      | avec Rachel Kondo |